# Salicylate d'éthyle
Le salicylate d'éthyle est un composé organique qui est l'ester éthylique de l'acide salicylique. C'est un liquide incolore qui est très peu soluble dans l'eau mais très soluble dans l'éthanol et le diéthyl éther.

## Synthèse et propriétés
Le salicylate d'éthyle peut être simplement produit par estérification de l'acide salicylique dans l'éthanol avec de l'acide sulfurique ou de l'acide chlorhydrique comme catalyseur :
Le salicylate d'éthyle  est un liquide clair, d'indice de réfraction élevé et avec une odeur agréable. Lorsqu'il est laissé à l'air, ce liquide devient jaunâtre à brun. Les bases ainsi que les composés du fer conduisent également à sa décomposition.

## Usage
Ce salicylate est utilisé en médecine comme médicament, principalement dans des crèmes, onguents et pommades à usage topique contre les douleurs musculaires, articulaires et des membres. En outre, un chélate avec l'hydroxyde de calcium sert d'agent antibactérien en dentisterie. En raison de son odeur agréable, cet ester est également utilisé comme un composant odorant dans des cosmétiques et des parfums.